# خسرو بیژنی
خسرو بیژنی (متولد ۱۳۱۵ در روستای فکچال، بخش بندپی غربی، بابل) عضو حقوقدان شورای نگهبان، قایم مقام دبیر شورای نگهبانو معاون اجرایی قوه قضائیه بود.

## تولد و تحصیلات
خسرو بیژنی متولد ۱۳۱۵ در روستای فکچال (هم‌اکنون: مومن‌آباد) بخش بندپی غربی از توابع شهرستان بابل بوده و تحصیلات خود را تا دوره دبیرستان در شهر بابل گذراند. او سپس وارد دانشکده حقوق و علوم سیاسی دانشگاه تهران و تا مقطع کارشناسی ارشد در رشته حقوق قضایی تصحیل کرد.

## سمت‌های قضائی
بیژنی فعالیت‌های قضائی خود را در سمت‌هایی مانند: بازپرس دادسرای انقلاب اسلامی تهران، رئیس دادگاه بخش تهران، رئیس دادگاه شهرستان تهران، رئیس دادگاه‌های صلح تهران تا معاون اجرائی قوه قضائیه ادامه داد و در پایان دوره ریاست محمد یزدی بر قوه قضائیه به تقاضای خودش بازنشسته شد. او همچنین در دوره‌های دوم و سوم شورای نگهبان به عنوان عضو حقوقدان شورا فعالیت کرد.